# Chalcodermus aureolus
Chalcodermus aureolus – gatunek chrząszcza z rodziny ryjkowcowatych.

## Zasięg występowania
Ameryka Południowa, notowany w Boliwii.

## Budowa ciała
Ciało krótkie, pękate. Przednia krawędź pokryw znacznie szersza od przedplecza, zakończona po bokach wydatną ostrogą. Na ich powierzchni wyraźne, grube i gęste, podłużne punktowanie oraz wyraźne żeberkowanie; szczególnie wydatne i szerokie są żeberka biegnące tuż przy szwie oraz przez środek pokryw. Przedplecze szerokie, niemal prostokątne w tylnej części, z przodu mocno zwężone, grubo punktowane na całej powierzchni.
Ubarwienie ciała czerwonobrązowe, połyskujące, z czarnym przedpleczem oraz największymi żeberkami na pokrywach tworzącymi charakterystyczne, podłużne pasy.